# 雪花星團
雪花星團是在麒麟座內，包含於NGC 2264內的一個星團。

## 名稱
這些恆星在輪輻上類似雪花結構樣式的配置，並在直線上呈現規則的分布， 因此，天文學家給新發現的這個星團起了個雪花星團的綽號。

## 資訊
科學家相信這些是非常年輕的原恆星，或是剛誕生的恆星，年齡大約在100,000歲。這些嬰兒還在他們誕生場所的結構中蹣跚爬行中，隨著時間的過去，每顆恆星自然的漂移運動將打破這些限制，雪花般的結構將不復存在。史匹哲太空望遠鏡的觀測顯示正如理論的預測，恆星在雲氣中形成時的溫度和密度支配了原恆星之間的空間。

## 外部連結
- Spitzer Spots Stellar Snowflake on the 'Christmas Tree Cluster' （页面存档备份，存于）
- Spitzer Unveils Infant Stars in the Christmas Tree Cluster （页面存档备份，存于）
- Stellar Snowflake Cluster
- The Christmas Tree Cluster